# Pomnik Kolejarza w Grodzisku Mazowieckim
Pomnik Kolejarza – pomnik w Grodzisku Mazowieckim przed zabytkowym dworcem PKP projektu Romualda Millera wybudowany w latach 20. XX w.
Autorem rzeźby plenerowej wykonanej w brązie jest rzeźbiarz Wojciech Gryniewicz. Pomnik Kolejarza odsłonięto 14 czerwca 2015 roku z okazji 170-lecia powstania Kolei Warszawsko-Wiedeńskiej. Uroczystego odsłonięcia Pomnika Kolejarza dokonał wicepremier Janusz Piechociński, Krzysztof Gacek, dyrektor zarządzający ds. Strategii i Organizacji Grupy PKP, burmistrzowie Jean Paul Mariot, Erwin Eggenreich, Algis Maciulis i Kazimieras Augulis z zaprzyjaźnionych z Grodziskiem Mazowieckim gmin partnerskich z Francji, Austrii i Litwy oraz przedstawiciele lokalnych samorządów z powiatu grodziskiego.
Koszt Pomnika to 120 tys. PLN.